# Roma (cuirassé, 1940)
Pour les articles homonymes, voir Roma et Roma (cuirassé).
Le Roma est un cuirassé italien de la seconde Guerre mondiale, coulé le 9 septembre 1943 par une wunderwaffe Fritz X.

## Historique

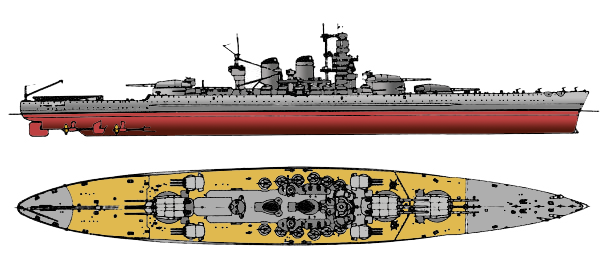
Plans des cuirassés de classe « Littorio ».

C'est le quatrième navire de la classe Littorio (après le Littorio, le Vittorio Veneto, commencés le même jour, et l'Impero qui n'a jamais été achevé), de 35 000 t, construit après le traité naval de Londres (1930) limitant le nombre et la taille des bâtiments.

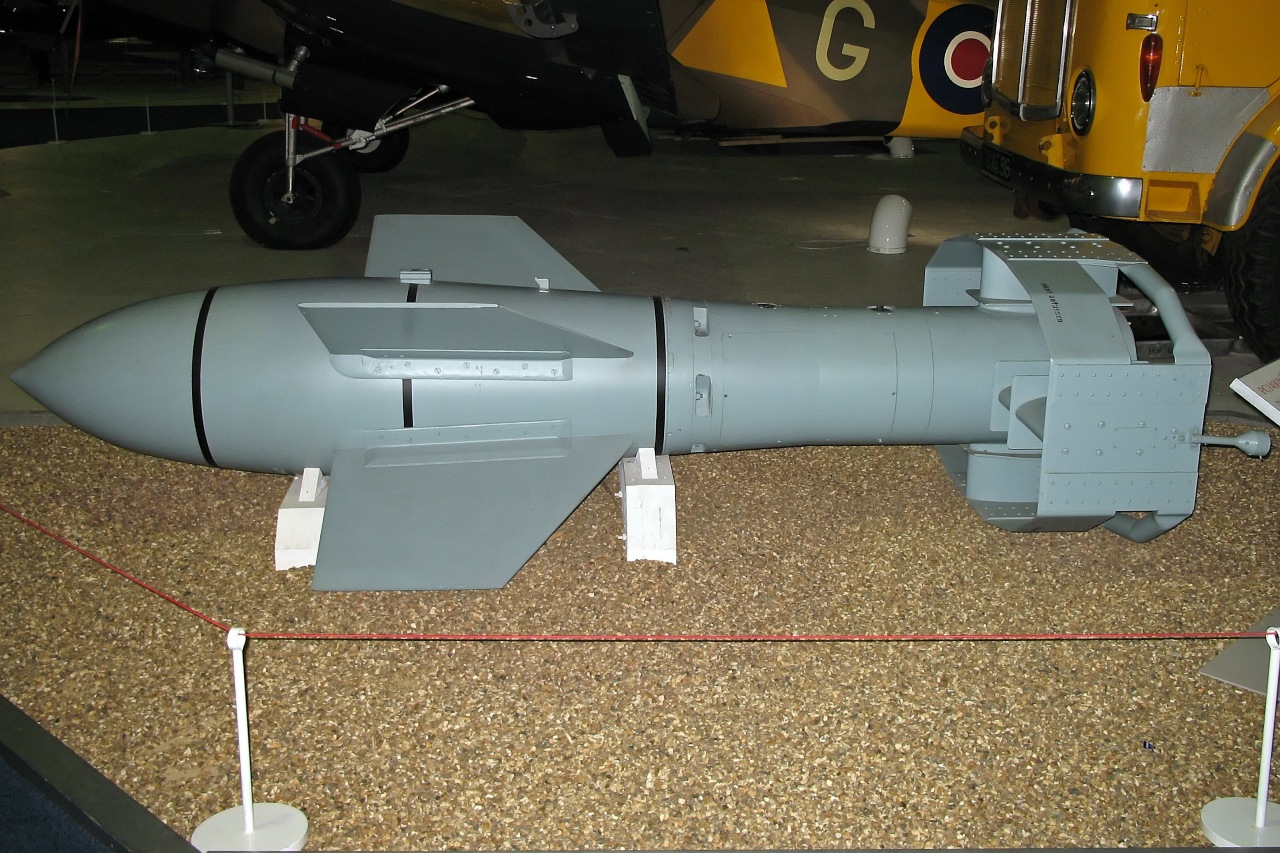
Une bombe planante Fritz X qui coula le Roma.

Il est coulé par deux bombes planantes Fritz X allemandes le 9 septembre 1943 au nord de la Sardaigne (41° 09′ 28″ N, 8° 17′ 35″ E), alors que la flotte italienne faisait route vers  Malte pour y être internée à la suite de l'armistice de Cassibile.

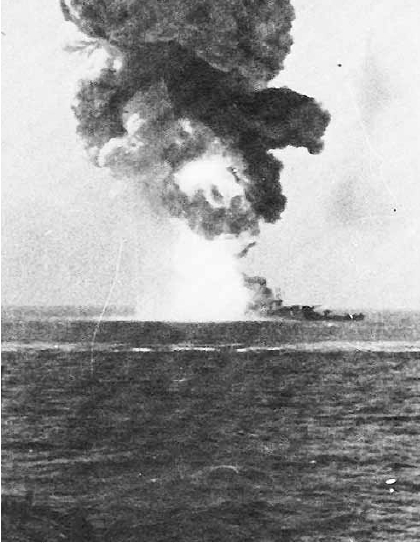
L'explosion du Roma.

Le Roma fut touché par une première bombe qui perça le pont blindé, explosa sous la ligne de flottaison en détruisant la turbine tribord, réduisant la vitesse du navire à 10 nœuds. La seconde Fritz X explosa entre la tourelle no 2 et le blockhaus de commandement, projetant la tourelle par-dessus bord et forçant le navire à stopper. Le navire explosa à 16 h 12. Sur les 1 350 membres d'équipage, seuls 596 furent sauvés, la plupart étant gravement brûlés. L'amiral Bergamini figure parmi les morts.
Selon des renseignements d'après guerre, il aurait été le premier navire de guerre de la marine italienne à être équipé d'un radar, qui ne servait pas à la détection de l'ennemi, du fait de son manque de portée, mais au pointage de l'artillerie du navire. Il était couplé avec un télémètre classique.

## Découverte de l'épave
Le navire coulé a été découvert en juin 2012, par le robot sous-marin Pluto Palla, conçu par l'ingénieur italien Guido Gay. Il a été découvert à environ 30 km au large de la côte nord de la Sardaigne, à une profondeur d'environ 1 000 m. Le 10 septembre 2012, une cérémonie commémorative a eu lieu sur une frégate italienne à l'endroit où le Roma a sombré. Giampaolo Di Paola, lui-même ancien officier de marine et à l'époque ministre de la Défense, a décrit lors de la cérémonie les marins morts comme des « héros involontaires qui ont trouvé leur place dans l'histoire parce qu'ils ont accompli leur devoir jusqu'au bout »[réf. nécessaire].